# Francis Lee (filmmaker)
Francis Lee (Calderdale, 1969) is een Brits regisseur, acteur en scenarioschrijver.

## Biografie en carrière
Francis Lee groeide op in Soyland (Calderdale), waar zijn familie een varkensboerderij had. Hij volgde een acteeropleiding aan Rose Bruford College in Londen en ging nadien aan de slag in de theaterwereld. In 1994 maakte hij als acteur zijn televisiedebuut in een aflevering van de dramaserie Peak Practice. In de daaropvolgende jaren had hij ook kleine rollen in series als Midsomer Murders en Casualty.
Gedurende de jaren 2000 verloor Lee zijn liefde voor acteren en begon hij met het schrijven en regisseren van zijn eigen verhalen. In de jaren 2010 debuteerde hij met enkele korte films. Zijn officieel debuut en grote doorbraak als filmmaker volgde in 2017 met de langspeelfilm God's Own Country. De film leverde hem onder meer een BAFTA-nominatie op. 

## Filmografie

### Als acteur (selectie)
- A Touch of Frost (1996)
- Dalziel and Pascoe (1998)
- Topsy-Turvy (1999)
- Midsomer Murders (1999–2005)
- Heartbeat (2003–2009)
- Casualty (2004–2008)

### Als regisseur en scenarist
- God's Own Country (2017)
- Ammonite (2020)